# Samsung Galaxy A6 (2018)
Samsung Galaxy A6 a Samsung Galaxy A6+ jsou chytré telefony střední nebo vyšší-střední třídy se systémem Android, které jsou vyráběny společností Samsung Electronics sídlící v Jižní Koreji. Telefony byly představeny 2. května 2018. Samsung Galaxy A6 je v Jižní Koreji prodáván jako Galaxy Jean a v Číně jako Galaxy A9 Star lite.

## Specifikace

### Samsung Galaxy A6
Samsung Galaxy A6 běžel při vydání na operačním systému Android Oreo s rozhraním Samsung Experience 9.0. Oba fotoaparáty (přední i zadní) Galaxy A6 mají 16 MP. Displej má 5,6 palce s rozlišením 1 480 x 720 pixelů. Používá Samsung Exynos 7870 Octa s procesorem Octa-core 1,6 GHz. Má 3 000 mAh baterii, ale nemá funkci rychlého nabíjení.

### Samsung Galaxy A6+
Větší varianta, Galaxy A6+, používá 6,0 palcový displej s rozlišením 2 220 x 1 080 pixelů. Má 16 MP fotoaparát a 5 MP hloubkový fotoaparát na zadní straně a jako 24 MP fotoaparát na přední straně. Používá Qualcomm Snapdragon 450 a procesor Octa-core s výkonem 1,8 GHz.

## Hodnocení
1. května 2018 CNET napsal, že telefon je očividně zaměřen na fotoaparáty. CNET popsal, že telefony Galaxy A6 a Galaxy A6+ jsou určeny pro uživatele, kteří si nemohou dovolit dražší zařízení Galaxy S9 a Note 8.